# Simested Kirke
Simested Kirke ligger i landsbyen Simested, et par kilometer øst for Aalestrup
Kirken er opført i 1200-tallet i granitkvadre, men tårnet er først kommet til i 1500-tallet. I slutningen af 1800-tallet blev våbenhuset føjet til. Skibet har bjælkeloft, mens tårn og kor har sengotiske hvælvinger.
Altertavlen består af et maleri af Anton Dorph fra 1883, hvor motivet er Jesus på korset. Døbefonten er romansk, og dåbsfadet af sølvplet blev i 1887 skænket til kirken af kirkeejeren, Viborg Sparekasse. Dåbskanden er en gave fra tidligere sognepræst Chr. Pedersen og stammer fra 1942. Alterkalk og -disk er fra ca. 1710 og udført af sølvsmed Thomas Hansen Pop i Ålborg.
Kirkens orgel er fra 1891, mens kirkeklokken er fra ca. 1440 og støbt af en mester Peter fra Randers. Votivskibet er en model af skoleskibet Danmark og blev i 1945 skænket til kirken af snedkermester P.C. Christiansen i Thorup, der selv har bygget det.
- Simested Kirke
- Simested Kirke